# Доминика на Светском првенству у атлетици у дворани 2018.
Доминика је учествовала на 17. Светском првенству у атлетици у дворани 2018. одржаном у Бирмингему од 1. до 4. марта. Репрезентацију Доминике на њеном једанаестом учешћу на светским првенствима у дворани представљала је 1 атлетичарка, која се такмичила у троскоку.,
На овом првенству такмичарка Доминике није освојила ниједну медаљу нити је остварила неки резултат.

## Учесници
Жене:
- Теа Лафонд — Троскок

## Резултати

### Жене
| Атлетичар  | Дисциплина | Лични рекорд | Финале   | Финале  | Детаљи |
| Атлетичар  | Дисциплина | Лични рекорд | Резултат | Место   | Детаљи |
| ---------- | ---------- | ------------ | -------- | ------- | ------ |
| Теа Лафонд | Троскок    | 14,08 НР     | 13,68    | 17 / 17 |        |